# Stanfordský vězeňský experiment
Takzvaný stanfordský vězeňský experiment je v psychologii jedním z nejznámějších a nejkontroverznějších experimentů. Byl řízen a proveden roku 1971 americkým psychologem Philipem Zimbardem. Spočíval v uzavření určitého počtu dobrovolníků do uměle vytvořeného vězení v rolích vězňů a dozorců a sledování jejich chování.
Experiment musel být předčasně ukončen kvůli neočekávané krutosti dozorců a psychickému stavu všech účastníků experimentu. Stalo se tak na popud čerstvě vystudované psycholožky Christiny Maslachové, Zimbardovy přítelkyně a budoucí manželky.

## Výběr
12 vězňů a 12 dozorců bylo vybráno ze 75 studentů-dobrovolníků. Zcela záměrně byli vybráni psychicky vyrovnaní a zdraví jedinci. Právě proto, že experiment měl vnést světlo například do problému samovýběru při volbě povolání dozorce a také do obecného sporu o to, zda agresivita a brutalita spíše závisí na psychických predispozicích nebo je způsobena okolnostmi.
Mezi dozorce a vězně byli dobrovolníci rozděleni náhodně, přičemž samotného experimentu se ze začátku účastnilo 9 vězňů a 9 dozorců. Zbytek byl tvořen náhradníky. Roli hlavního dozorce zastával David Jaffe a roli ředitele věznice pak Phillp Zimbardo.

## Pravidla a podmínky
Pravidla pro běh experimentální věznice byla převzata z věznice Palo Alto v Kalifornii. Některá z nich:
- Vězeň musí být zticha v době odpočinku, po zhasnutí světel, v průběhu jídla a vždycky, když je mimo prostory vězení
- Vězni se musí oslovovat čísly
- Vězni musí dozorce oslovovat 'Mr. Correctional Officer' („pane nápravný důstojníku“)
- Jakékoli pochybení v plnění pravidel může být potrestáno
- Kromě toho museli vězni samozřejmě nosit uniformy.

Navíc by se nemělo opomenout, že:
- Dozorcům bylo řečeno, že se mají snažit jakýmkoliv způsobem zcela ovládnout "vězně", avšak nesmí použít fyzické násilí.
- Vězni i dozorci byli placeni za účast v experimentu a věděli, že se jedná pouze o experiment.

## Průběh a zastavení
Experiment nabral směr, který nikdo nepředvídal. Musel být ukončen již po šesti dnech, a to proto, že dozorci se uchylovali ke stále častějšímu a krutějšímu trestání vězňů, a vězni dokonce vyvolali vzpouru; jeden z vězňů se psychicky zhroutil. 5 vězňů během této doby taky experiment opustilo. 
Způsob, jakým bylo v krátké době změněno chování především dozorců, byl zcela šokující jak pro ně, tak pro Zimbarda samotného. Ukázalo se, že zdravý člověk, je-li vystaven extrémním podmínkám, se může radikálně změnit (nebo změnit své chování), a to ve velmi krátké době.
Zimbardo později uvedl, že z více než 50 lidí, kteří byli s experimentem seznámeni, pouze Christina Maslachová zpochybnila jeho etičnost.

## Závěry a kritika
Hlavní závěr, který Zimbardo učinil z tohoto experimentu, byl názor, že brutální zločiny například v době války nejsou dílem žádných psychopatů ani lidských zrůd, ale obyčejných lidí, vystavených nepřekonatelnému tlaku okolností. Za tento postoj i za experiment samotný byl často kritizován, a to z různých pozic:
- Reprezentativita pokusu byla zpochybňována pro příliš malý počet studentů.
- Zimbardovi bylo vyčítáno, že svými závěry odebírá člověku zodpovědnost za jeho jednání, když vše může být vysvětleno jako tlak okolností.
- Experiment byl opakovaně označen za neetický. Zimbardo oproti tomu tvrdil, že nezaznamenal žádné dlouhodobé poškození účastníků experimentu.
- Vězni i dozorci věděli, že se jedná o experiment, který jednou skončí, a za účast na něm byli placeni. Tuto situaci lze těžko srovnávat s dozorci ve vyhlazovacích táborech a jejich oběťmi, kteří zabíjeli a umírali doopravdy.
- V chování dozorců lze pozorovat velké rozdíly, dané charakterem dozorců a vězňů, nikoliv situací. V dokumentu Tichá zuřivost, jehož scénář zpracoval sám experimentátor Philip Zimbardo, se většinou objevuje stále ten samý dozorce, který aktivně vymýšlí způsoby, jak ponižovat vězně.
- Zimbardo měl účastníky experimentu v roli dozorců ke krutému chování sám manipulovat a instruovat.
- Jeden z účastníků experimentu Douglas Korpi, po jehož údajném psychickém zhroucení došlo k zastavení experimentu, později prohlásil, že svůj psychický kolaps sehrál. Odůvodnil to tak, že se během experimentu chtěl učit na zkoušky, které se konaly hned po plánovaném skončení experimentu. Protože mu ale ani po opakovaném naléhání nebyly studijní knihy poskytnuty a nebylo mu umožněno dobrovolně opustit pokus, rozhodl se nejdříve simulovat bolest žaludku, a když to nepomohlo, sehrál psychické problémy.[2]

## Film
Roku 1992 byl v USA natočen filmový dokument Quiet Rage: The Stanford Prison Experiment režiséra Kena Musena, jehož scénář zpracoval přímo Philip G. Zimbardo osobně. Film je sestaven ze záběrů z experimentu, komentářů pana Zimbarda a z rozhovorů s několika vězni a dozorci.
V roce 2001 vznikl v Německu film Experiment (Das Experiment), který byl zřejmě stanfordským vězeňským experimentem inspirován. Dvacet dobrovolníků bylo rozděleno na 12 vězňů a 8 dozorců. Postupně se experiment vyvine do modelové situace dvou nepřátelských skupin a dozorci začnou terorizovat své vězně. Profesor vedoucí experiment odmítal jeho přerušeni při prvních známkách problémů, po pěti dnech se situace zcela vymkla kontrole.
- námět: Mario Giordano (román Black Box)
- režisér: Oliver Hirschbiegel
- scénář: Don Bohlinger, Christoph Darnstädt, Mario Giordano
- kamera: Rainer Klausmann
- hrají: Moritz Bleibtreu, Christian Berkel, Oliver Stokowski, Wotan Wilke
- hudba: Alexander Bubenheim

V roce 2010 v USA natočili další zpracování, remake německého filmu, film Experiment (The Experiment), opět inspirovaný tímto experimentem. Tým vědců provádí dvoutýdenní psychologický experiment, kterého se účastní čtyřiadvacet dobrovolníků. ČSFD Experiment 2010
- Režie: Paul Scheuring
- Hudba: Graeme Revell
- Hrají: Adrien Brody, Forest Whitaker, Cam Gigandet, Maggie Grace, Clifton Collins Jr., Fisher Stevens, Travis Fimmel, David Banner

V roce 2015 v USA natočili další zpracování s názvem "The Stanford Prison Experiment"